# Rupert Preißl
Rupert Damaskus Preißl (* 17. März 1925 in Eitlbrunn; † 4. Juli 2003 in Regensburg) war ein deutscher Maler und Grafiker.

## Leben
Preißl besuchte die Oberschule und absolvierte danach zunächst die Ausbildung zum Restaurator. Seine künstlerische Ausbildung absolvierte er bei Hermann Gradl und bei Constantin Gerhardinger. Ab 1956 arbeitete er als freischaffender Künstler. Es folgten Studien- und Arbeitsaufenthalte im Inland und europäischen Ausland, wo er auch viele Einzelausstellungen gab. Bekannt sind vor allem seine Städtebilder, die oft aus der Vogelperspektive festgehalten sind. Viele seiner Bilder befinden sich in öffentlichen und privaten Sammlungen. Vor allem in seinem letzten Lebensjahr widmete er sich wieder verstärkt religiösen Motiven.
Preißĺ war Mitglied des Bundesverbandes Bildender Künstlerinnen und Künstler (BBK) Niederbayern/Oberpfalz, wo er 2000 zum Ehrenvorsitzenden ernannt wurde, sowie von 1984 bis 1996 Präsident des Oberpfälzer Kulturbunds (OKB).
Er hinterließ nach seinem Tode seine Ehefrau Edda Ingeborg Preißl (* 1944), die 2007 in seinem Namen den Kunstpreis zur deutsch-tschechischen Verständigung stiftete. Edda Preißl erhielt 1996 die Goldene Ehrennadel des Oberpfälzer Kulturbundes. Rupert Preißl fand seine letzte Ruhe auf dem Unteren Katholischen Friedhof im Regensburger Kasernenviertel.

## Auszeichnungen/Ehrungen
- 1972: Nordgau-Kulturpreis der Stadt Amberg in der Kategorie „Bildende Kunst“
- 1974: Kulturpreis Ostbayern, OBAG
- 1979: Kulturpreis der Stadt Regensburg
- 1984: Bundesverdienstkreuz 1. Klasse
- 1987: Waldschmidt-Preis, Markt Eschlkam
- 1991: Bayerischer Verdienstorden
- 1996: Bezirksmedaille Oberpfalz
- 1996: Landkreismedaille in Gold, Landkreis Amberg-Sulzbach
- 2000: Silberne Bürgermedaille der Stadt Regensburg
- Januar 2012: Eröffnung des Rupert-Preißl-Wegs in Regensburg[3]